# Slide Along Side
Slide Along Side – pierwszy solowy singel Setha Binzera, współzałożyciela zespołu Crazy Town.

## Spis utworów
CD1
| Nr utworu | Nazwa              |
| --------- | ------------------ |
| 1         | "Slide Along Side" |
| 2         | "Boom Box"         |

CD2
| Nr utworu | Nazwa                      |
| --------- | -------------------------- |
| 1         | "Slide Along Side"         |
| 2         | "Boom Box"                 |
| 3         | "The Love We Once Knew"    |
| 4         | "Slide Along Side (Video)" |